# Rode aardkruiper
De rode aardkruiper (Pachymerium ferrugineum) is een duizendpotensoort uit de familie van de Geophilidae. De wetenschappelijke naam van de soort werd voor het eerst geldig gepubliceerd in 1835 door Carl Ludwig Koch.